# Juniks ljuska
Juniks ljuska (engl. Unix shell) je interpretator komandne linije ili ljuska koja pruža tradicionalni korisnički interfejs za Juniks i Juniksu slične operativne sisteme. Korisnici rukuju računarom putem unosa komandi kao tekst u korisnički interfejs da ih izvrši, ili putem kreiranja skripta sa jednom ili više komandi. 
Najinfluentnije Juniks ljuske su bile Born ljuska i C ljuska. Born ljusku, sh, je napisao Stefan Born u AT&T-u kao originalni Juniks interpretator komandne linije. Ona je uvela osnovne osobine koje su zajedničke za sve Juniks ljuske. Neke od njih su kanalisanje, here document, komandna supstitucija, promenljive, kontrolne strukture za testiranje uslova i iterativno izvršavanje, i uopšteno zamenjivanje imena fajlova. ALGOL 68 je u znatnoj meri uticao na sintaksu sh interpretera.

## Literatura
- Ellie Quigley (2001). „Introduction to UNIX shells”. Unix Shells by Example. Prentice Hall PTR.  0-13-066538-X. – a history of the various shells, and the uses of and responsibilities of a shell on Unix

## Spoljašnje veze
- Uvod u istoriju Juniks ljuski
- Istorija i razvoj tradicionalne familije Born ljuski